# Falicon
Falicon (in italiano Falicone, ormai desueto) è un comune francese di 2 098 abitanti situato nel dipartimento delle Alpi Marittime della regione della Provenza-Alpi-Costa Azzurra. I suoi abitanti sono chiamati in francese Faliconnais, in italiano Faliconesi. Vicino al paese si trova la piramide di Falicon.

## Geografia fisica

### Localizzazione
Falicon è un villaggio situato su una delle colline soprastanti la città di Nizza, a cui è limitrofa, a quasi 400 metri d'altitudine media, e si trova tra i comuni di Aspremont, Saint-André-de-la-Roche e Tourrette-Levens, e di fronte al Monte Calvo (Mont Chauve), uno dei tre "pilastri" della città di Nizza.

### Geologia e rilievo
La superficie del comune è di 517 ettari; la sua altitudine varia tra 103 e 581 metri.

## Origini del nome
Il toponimo di Falicone per il paese verrebbe dalla medesima radice del nome celtico a cui si possono riaccostare oggi le parole come falesia e falco o falcone.

## Storia
Una carta storica del 1073 fa menzione della chiesa di San Michele di Barbalato, presso Falicone.
Una bolla pontificia del papa Innocenzo IV, datata da Lione, indica che l'abbazia di "San Ponzio" (Abbaye de Saint-Pons) di Nizza, possiede la metà del villaggio e del "castrum de Falion", così come la parrocchia e la chiesa di San Michele di Barbalato (église Saint-Michel de Barbalate).
Secondo gli autori del "Chartarius" o Cartulario di Saint-Pons", questa parte della signoria veniva forse dalla famiglia Travacca, e nel 1271, alcuni membri della casata prestano giuramento a Carlo I d'Angiò, re di Sicilia e conte di Provenza, per la metà della signoria, dunque per l'altra metà.
Nel 1309, dama Alaxia fu cosignora di Falicone, e sposò Ugo Michaelis, giudice di Draguignan dal 1314 al 1318.
Nel 1330, Francesco Cays presta giuramento a Roberto d'Angiò come cosignore di Falicone, di Peglia e di Toetto di Scarena, ed è sindaco (syndicus) di Nizza nel 1335 e 1336.
Il gentilizio Travacca era un vecchio casato consolare che si rese illustre sul mare; Giovanni Travacca, signore di Falicone e della Rocca, figlio di Ugo Travacca, signore di Falicone e della Rocca, s'è sposato con Caterina Grimaldi. Risposata a Lorenzo Alesi (Alaysiis), ella lascia per testamento la sua parte di Falicone a Bartolomeo Grimaldi che ne riceve l'investitura il 6 febbraio 1423.
Nel 1400, Lorenzo Alesi (Alaysiis) presta giuramento ad Amedeo VIII di Savoia come cosignore di Falicone, e questa è la sola menzione storica di tale casata, ch'era forse un ramo della famiglia di Castellana.
Nel 1432, Onorato Marchesani, membro d'una famiglia nizzarda conosciuta, acquista i tre quarti del feudo, dunque la metà del feudo che apparteneva fino ad allora all'abbazia di Saint-Pons, e i Marchesani sono in seguito presenti a Falicone per 164 anni.
Il 22 febbraio 1460, Antonio Marchesani è menzionato con il priore nel Cartario dell'abbazia di Saint-Pons per una divisione del feudo, che deve fare del quartiere di Faliconetto (Faliconet) il feudo dell'abbazia, come viene citato nella consegna dei feudi del 1734.
Nel 1476, Filippo II di Savoia, conte di Bresse, infeuda la parte del villaggio che non apparteneva all'abbazia di Saint-Pons, a Matteo Marchesani, barone di Coarazza.
L'abate commendatario di Saint-Pons, e vescovo di Nizza (1462-1501), Bartolomeo Chuet riceve da Carlo I di Savoia l'investitura del quarto di Falicone nel 1483, anno in cui il duca riesce a liberarsi dalla tutela di Luigi XI.
Nel 1492, la reggente del Ducato di Savoia, Bianca di Monferrato (1472 † 1519), durante la minore età del figlio Carlo Giovanni Amedeo di Savoia - che assunse brevemente, data la sua morte prematura in età infantile, il nome di Carlo II di Savoia - emana alcune ordinanze che hanno permesso di creare la municipalità di Falicone.
Negli atti del municipio, Matteo Marchesani è qualificato come cosignore di Falicone, Coarazza e Toetto di Scarena.
Nel 1496, Filippo II di Savoia fa rinnovare gli omaggi dei feudatari, e i due feudatari laici sono allora Matteo Marchesani, borghese di Nizza, cosignore d'Ascroso, di Falicone e di Toetto di Scarena, e Giovanni Marchesani, signore di Coarazza e di Roccasparviera, cosignore di Falicone. L'atto precisa che essi hanno il "misto impero" e la "bassa giustizia".
In un atto pubblico del 1611, è scritto che il paese di Falicone era spopolato nel 1515, data alla quale, Giovanni e Caterina Marchesani, signori ciascuno della metà del villaggio, fuorché del quarto che apparteneva all'abbazia di Saint-Pons, «vi menarono uomini e vassalli». Il feudo si dividerà allora tra parecchi cosignori. Il 30 ottobre 1517, Giovanni Marchesani lascia la sua parte al nipote che ha preso per figlio adottivo, Antonio Gandini che prende il cognome di Marchesani.
Sua moglie si rimarita con Onorato di Berra, da cui ebbe delle figlie. Una figlia, Luisa, si marita con Giovanni Chiabaud, e i due venderono un 1/6 di Falicone a un tal Pietro Antonio Pilosio nel 1546. Nel 1549 e 1550, il Cartario di Saint-Pons cita riconoscimenti di feudo per Antonio e Claudio di Berra per 1/4, Antonio Marchesani per una parte sulle tre. Luisa di Berra e Giovanni Chiabaud vendono 1/6 di Falicone a Bartolomeo Tonduti il 7 dicembre 1554, reso nobile nel 1551.
Nell'"atto d'abitazione", dopo il 1515, non si cita più che i fedutatari laici. La spiegazione è data nella consegna dei feudi fatta conformemente all'editto del 6 aprile 1734: il feudo che appartiene all'abbazia di Saint-Pons corrisponde al quartiere di Faliconetto (Faliconet), il quale ingloba tutta la parte nord del territorio di Falicone.
L'atto notarile del 1611 indica che il feudo è passato ad Antonio Marchesani per 7/18, «a Pietro Antonio di Berra e Claudio di Berra per 1/3, Pietro Antonio di Pellosio (o Pilosio) per 1/9, ed a Bartolomeo Tonduti per 1/6». Tali cosignori avevano stipulato una convenzione con gli abitanti nel 1556. Non si sa come la famiglia di Berra trasmetta le sue parti del feudo, ma nel 1596 è detto che un certo Clemente Marchesani ha venduto i 5/6 dei 3/4 del feudo che possedeva, a Sebastiano Reinaldo di Sospello.
Si ha quindi, alla fine del XVI secolo, la ripartizione seguente del feudo: la famiglia Reinaldi possiede 15/24, l'abbazia di Saint-Pons di Nizza 6/24 e la famiglia Tonduti 3/24. La bassa giurisdizione di Falicone è esercitata dai rappresentanti di tali cosignori, per un tempo proporzionale alle loro parti del feudo. Tale situazione è ancora vera nel 1703, secondo il rapporto dell'intendente Mellaredo. I Tonduti costruirono la loro residenza alla Bastida (Bastide).
Nel 1746, durante la guerra di successione d'Austria, l'armata franco-spagnola si riprese su Falicone, il 14 ottobre, ma poi subì una vera e propria rotta, con sconfitta finale.
Il 2 luglio 1794 le autorità francesi procedono all'inventario delle proprietà dei Rainaldi di Falicone, e i loro beni vengono venduti.
Il comune di Falicone, fin dal 1388, ha seguito con tutta la contea di Nizza, le vicende storiche prima della Contea di Savoia e del Ducato di Savoia, e poi dopo il Congresso di Vienna, dal 1815 al 1860, le sorti del Regno di Sardegna-Piemonte, per essere poi annesso nel 1860 alla Francia.
Nel XIX secolo, la regina Vittoria d'Inghilterra viene spesso a prendere il tè in un luogo all'entrata di Falicon, quando la regina è in residenza a Cimiez, il cui nome originario in italiano è Cimella, un elegante quartiere di Nizza.
Nel 1895, l'acqua del canale del fiume Vesubia arriva al villaggio, e la fontana nella piazza accanto al municipio e alla chiesa, è stata costruita in tale occasione.

## Monumenti e luoghi d'interesse
- Il villaggio, le sue stradine e viuzze, i suoi passaggi a volta.
- La Porta di San Francesco (Porte Saint-François).
- Il pozzo antico.
- Il fortino del XVIII secolo.
- La Chiesa parrocchiale della Natività fondata dai benedettini di San Ponzio (Saint-Pons) nel XVII secolo.
- La Cappella di Santa Croce, anche detta dei Penitenti, dell'inizio del XVII secolo.
- La piramide equilaterale che copre il pozzo naturale, costituito da una grotta d'origine carsica, detto dei Pipistrelli, chiamati "Ratapignata" in lingua occitana.
  - Articolo dettagliato: Piramide di Falicon e Grotta dei "Ratapignata".
- I piccoli villaggi lacustri contigui a Falicon.

## Società

### Evoluzione demografica
Abitanti censiti

## Cultura

### Falicon e la letteratura
Jules Romains situa a Falicon l'azione del suo romanzo La Douceur de la vie ("La dolcezza della vita").

### Eventi
- Le Falicommedie: esposizioni d'arte singolare, così come un festival del teatro a settembre.
- Festa del garofano (Fête de l'œillet): ogni anno nel mese di marzo.

## Economia
Falicon era uno dei ventisette comuni della "comunità urbana" Nizza-Costa Azzurra, presieduta da Christian Estrosi, sindaco di Nizza, e oggi fa parte della metropoli "Nizza-Costa Azzurra", che si è succeduta alla Comunità urbana.

## Amministrazione

### Gemellaggi
Falicon è gemellato con:
- Castellino Tanaro[15]

## Galleria d'immagini

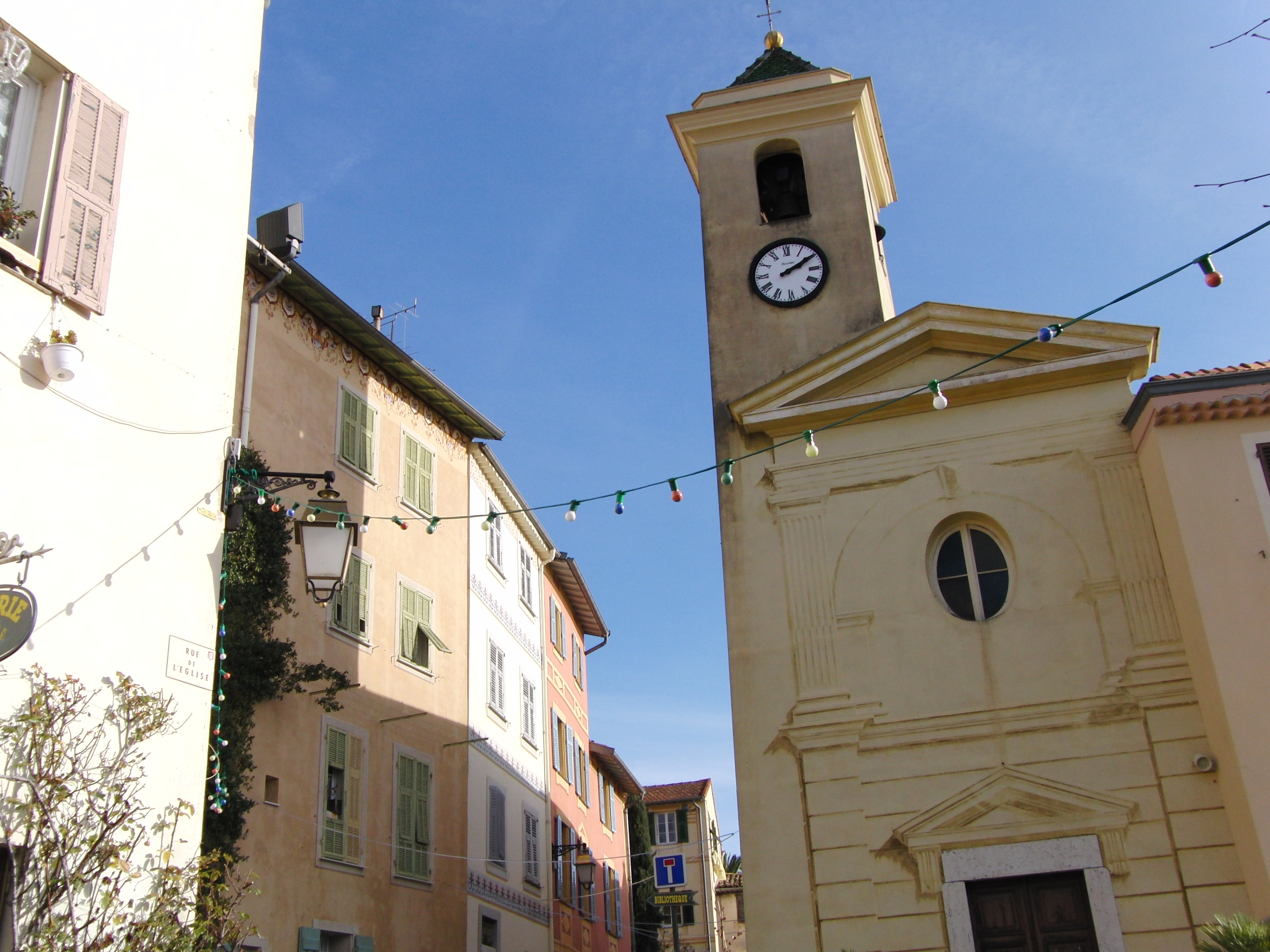
Chiesa della Natività della Santa Vergine Data sull'architrave: 1624
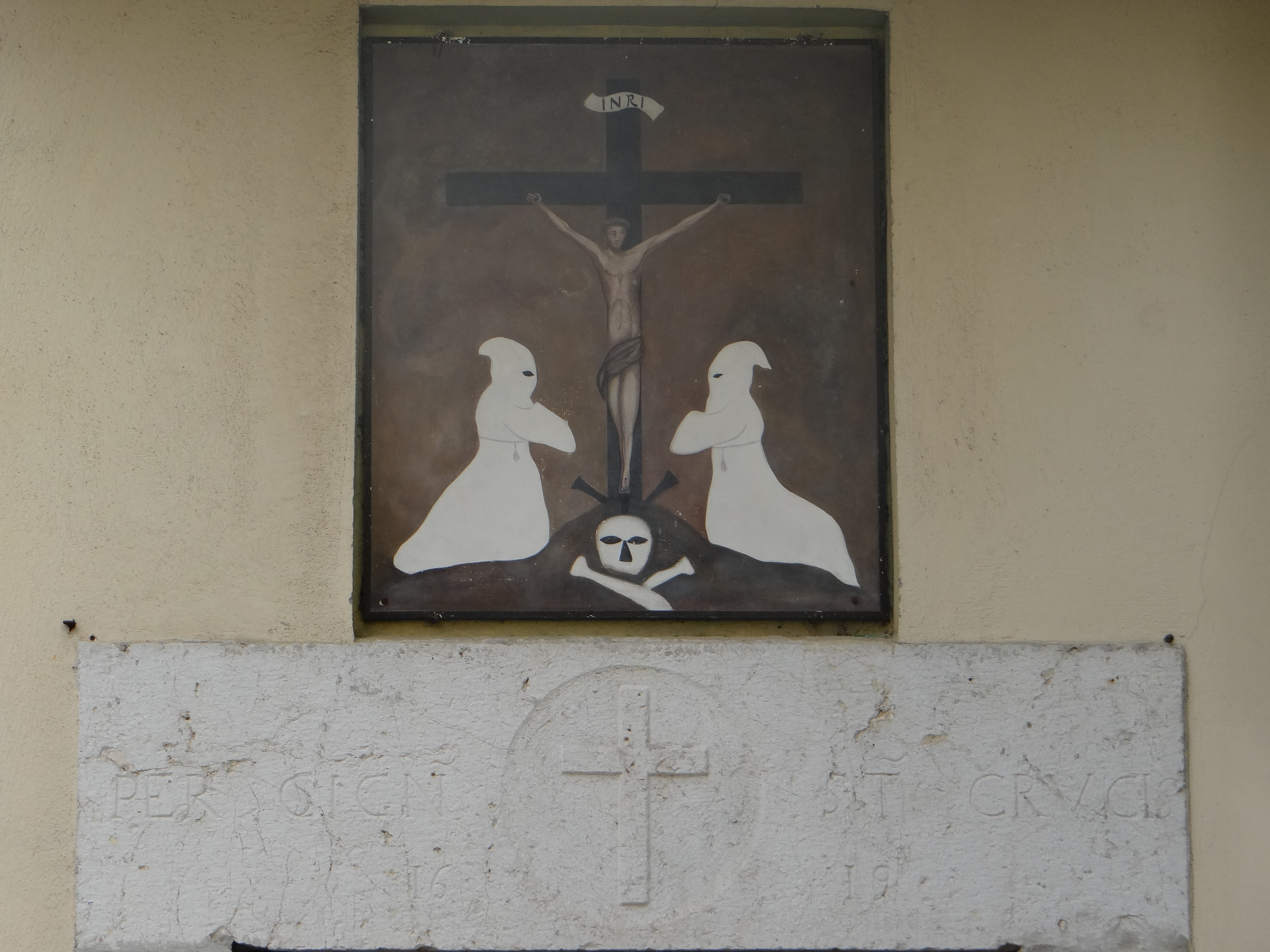
Decoro esterno della Cappella di Santa Croce dei Penitenti Bianchi. Data sull'architrave: 1619
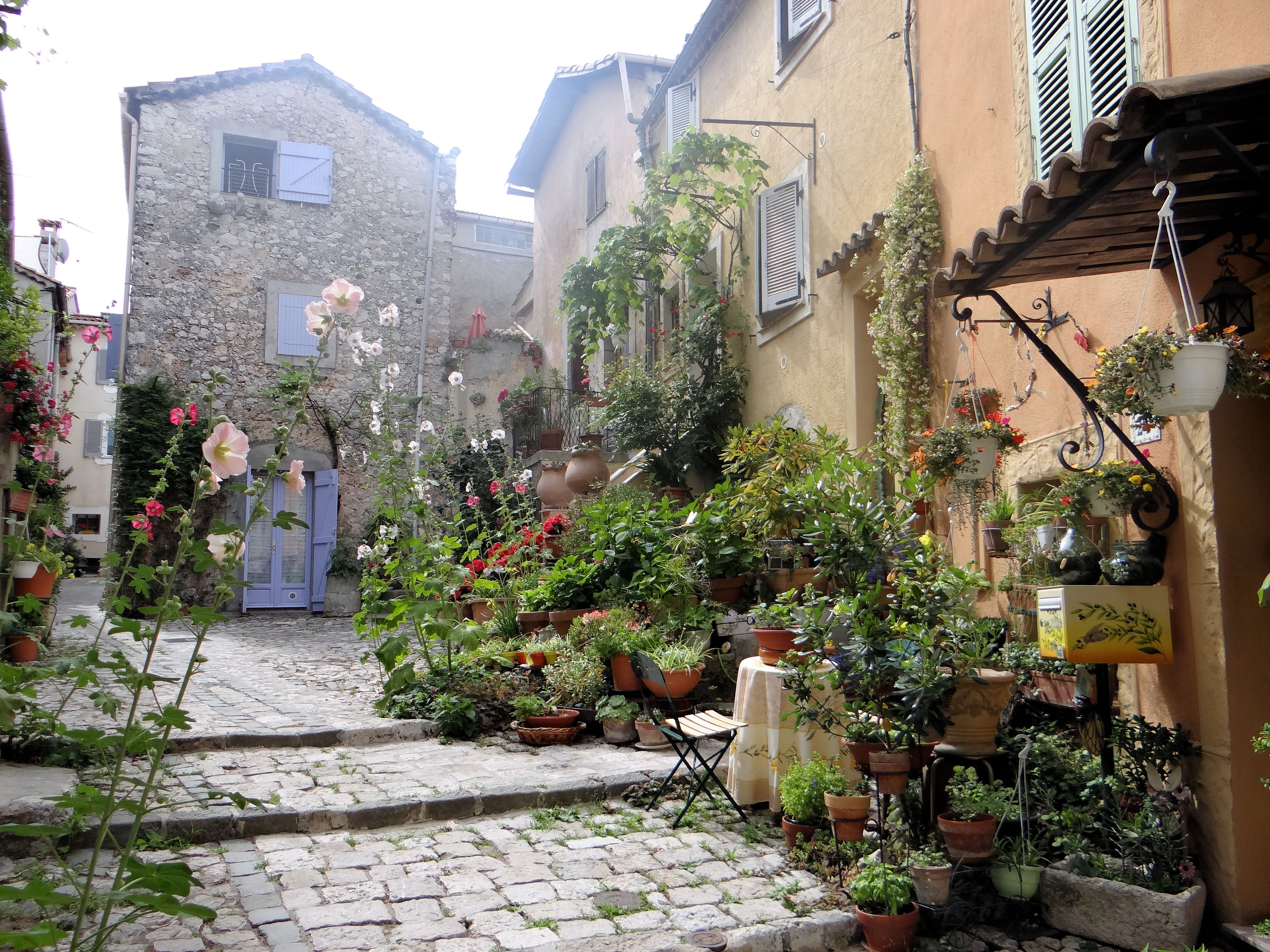
Strada centrale del vecchio villaggio di Falicon
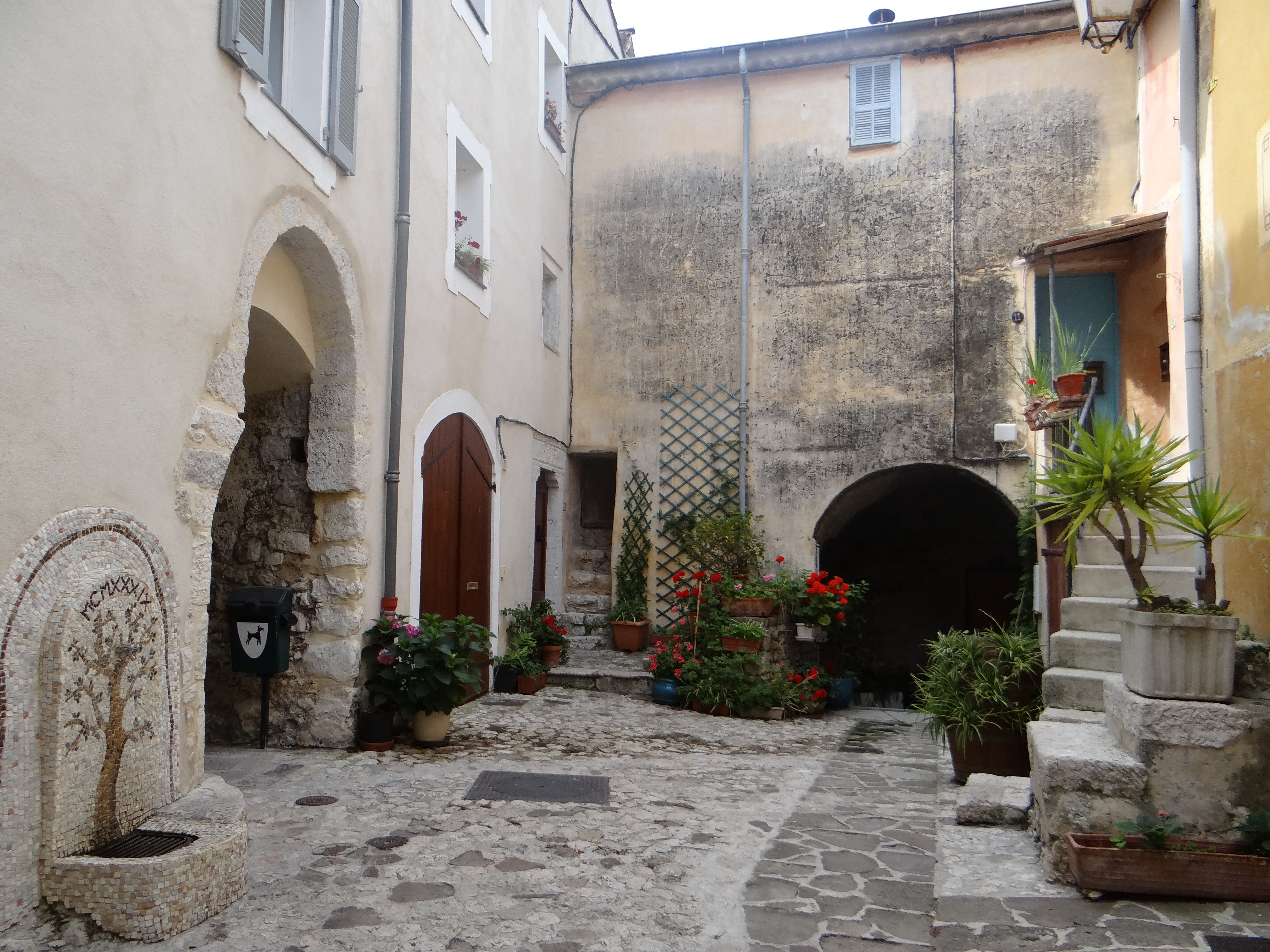
Place du Four (Piazza del Forno)
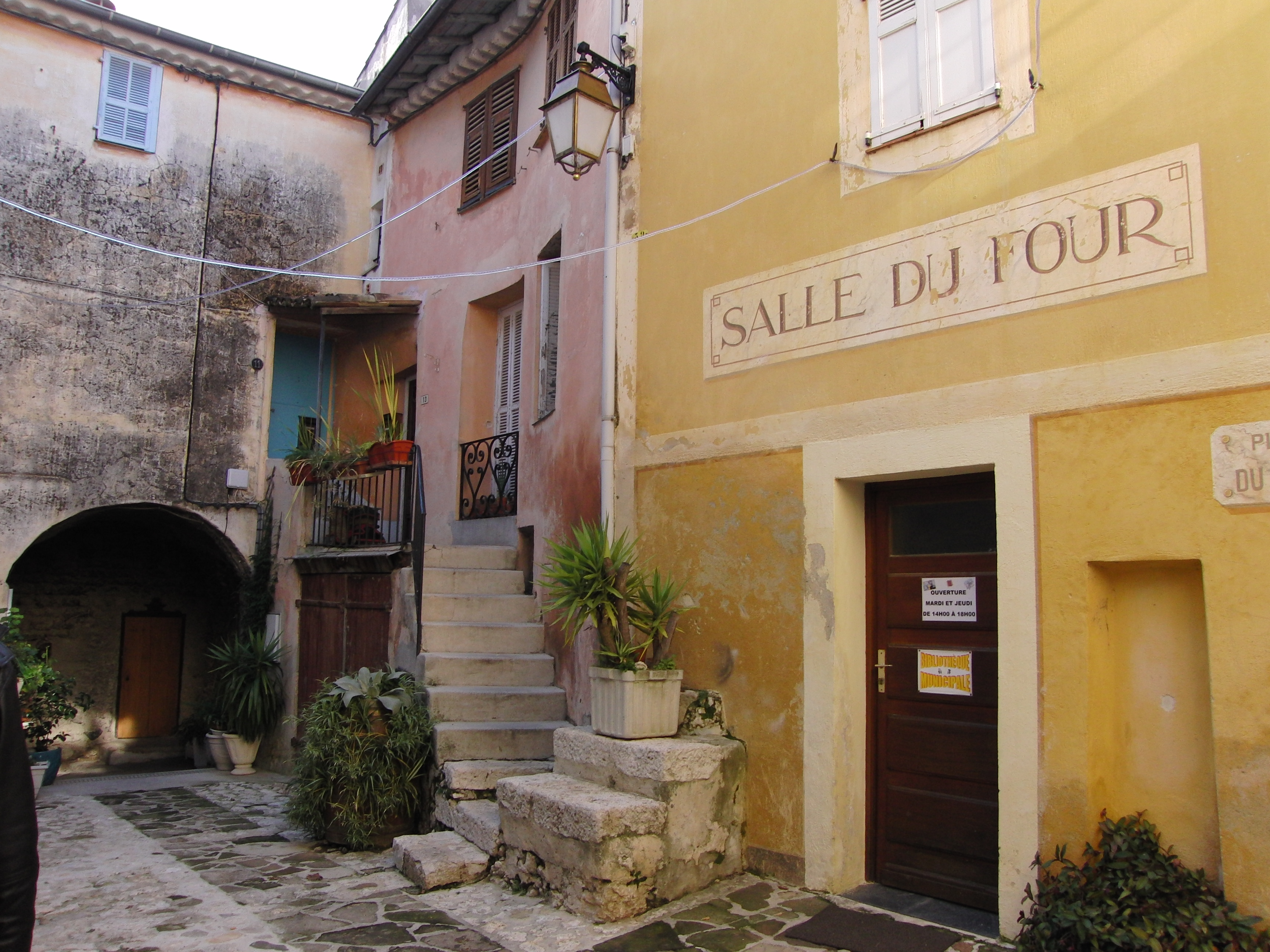
Negozio del Forno (Salle du Four)
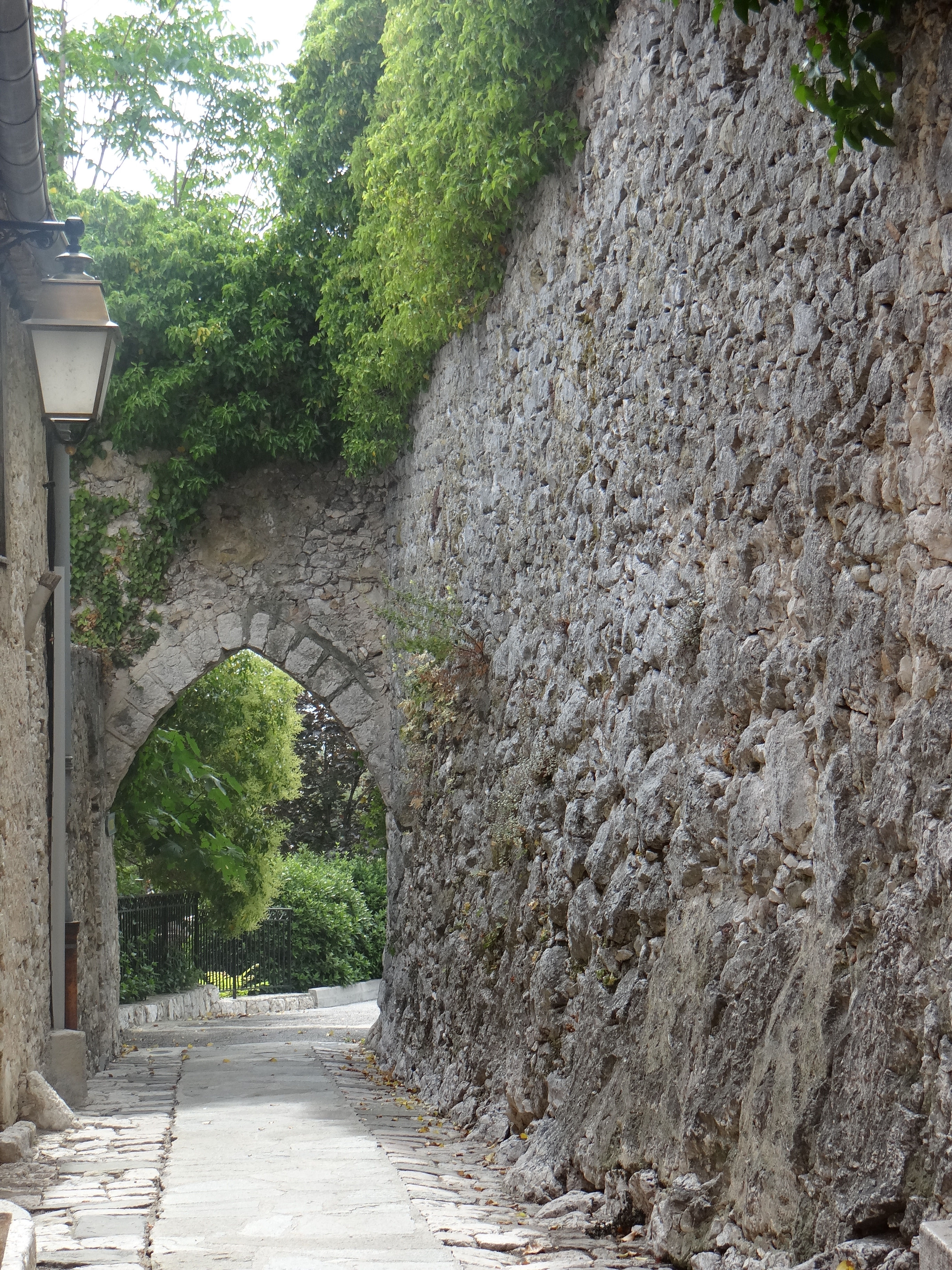
Porta di San Francesco (Porte Saint-François), di lato al borgo
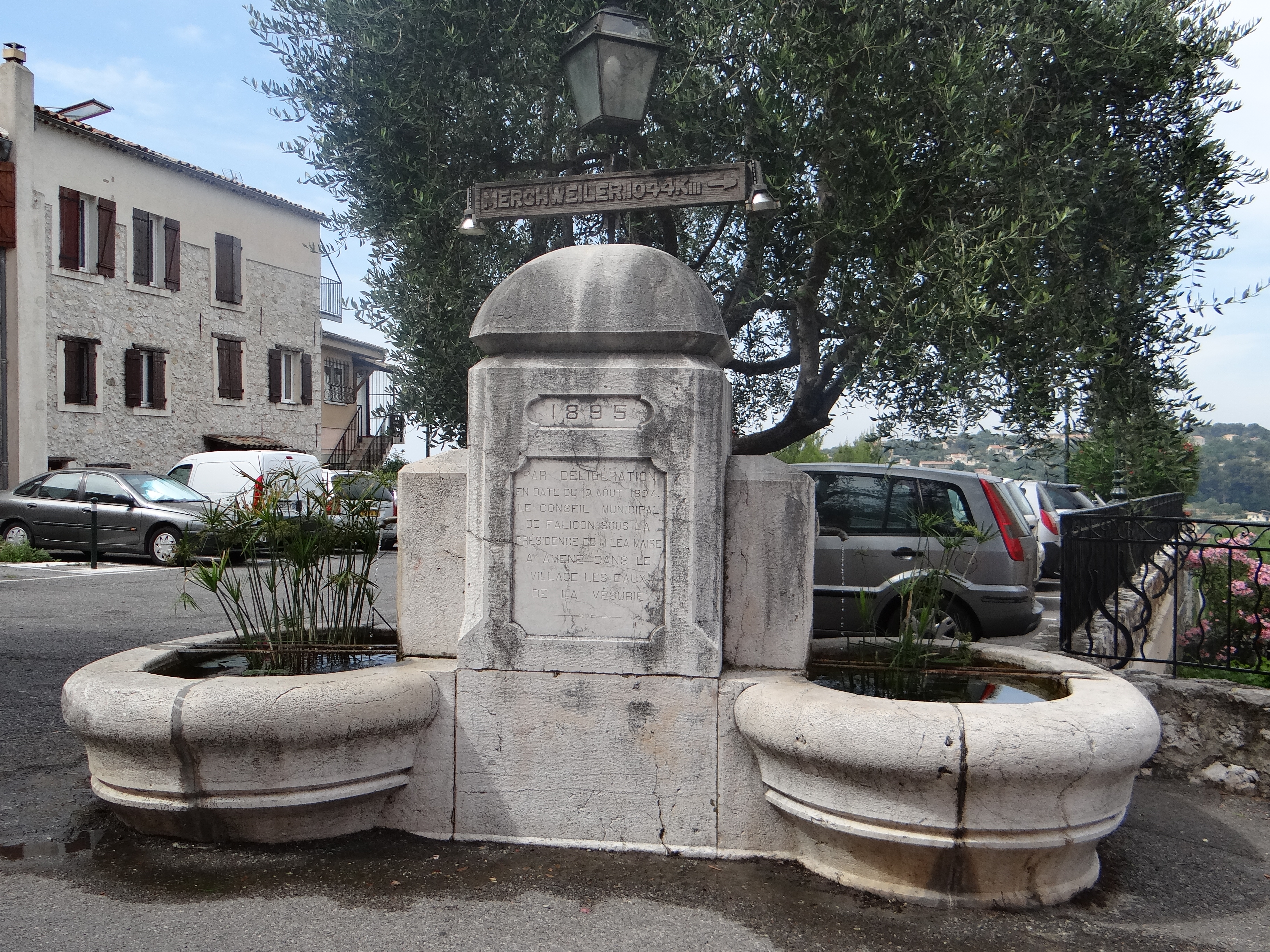
Fontana datante dall'arrivo delle acque del fiume Vesubia, nel 1895
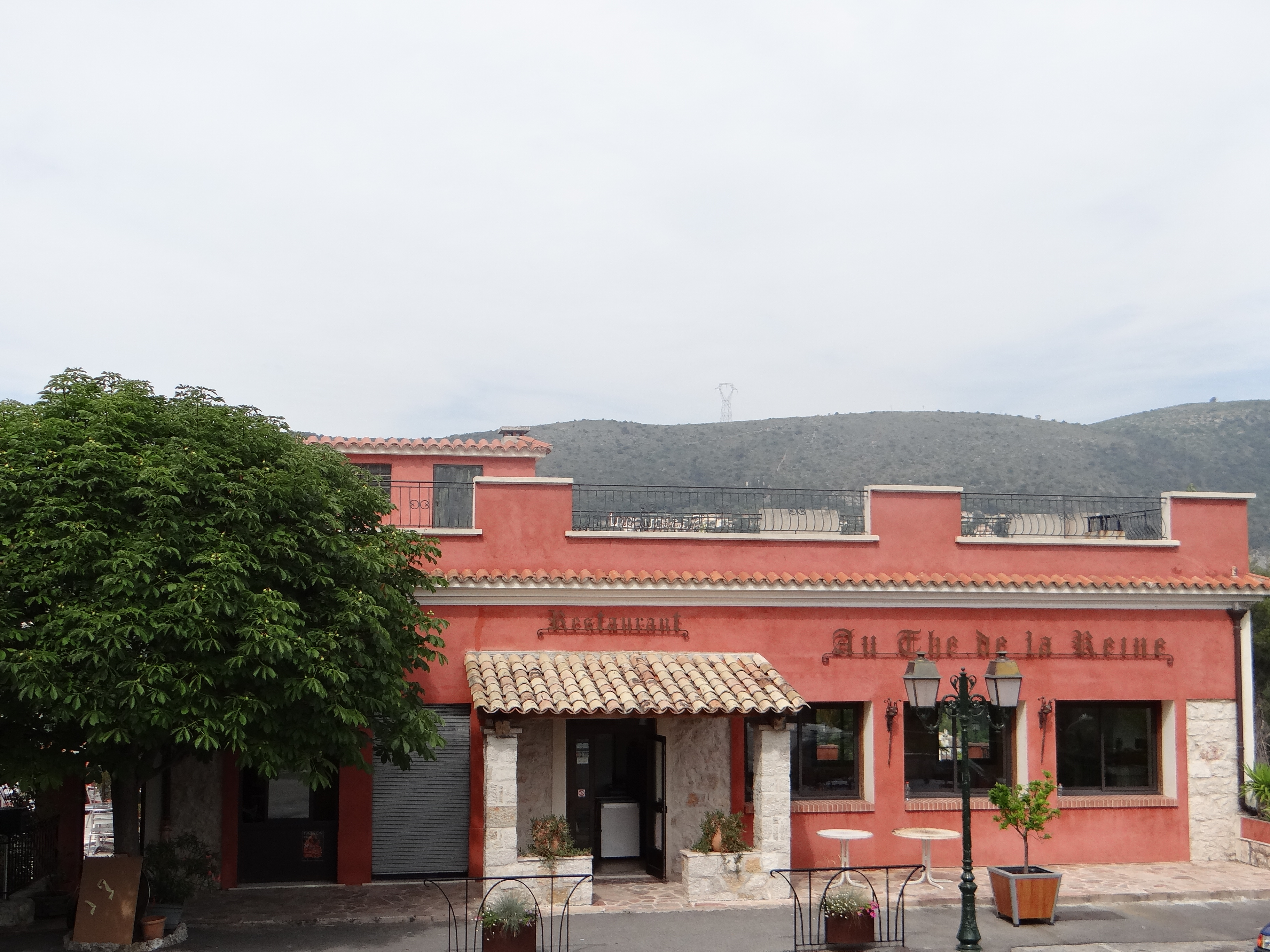
Ristorante "Au thé de la reine" (Al tè della regina)
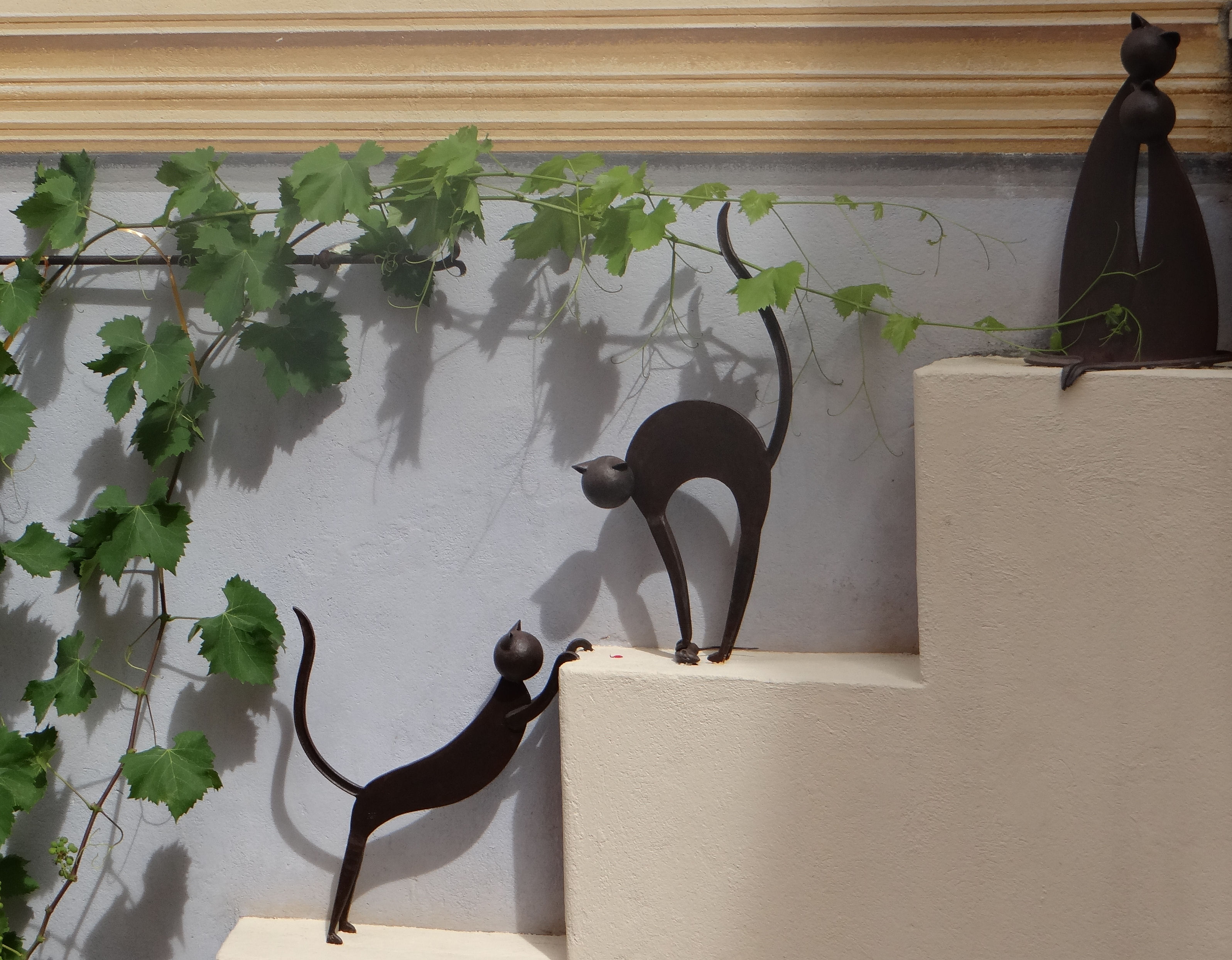
Dettaglio d'una decorazione di casa
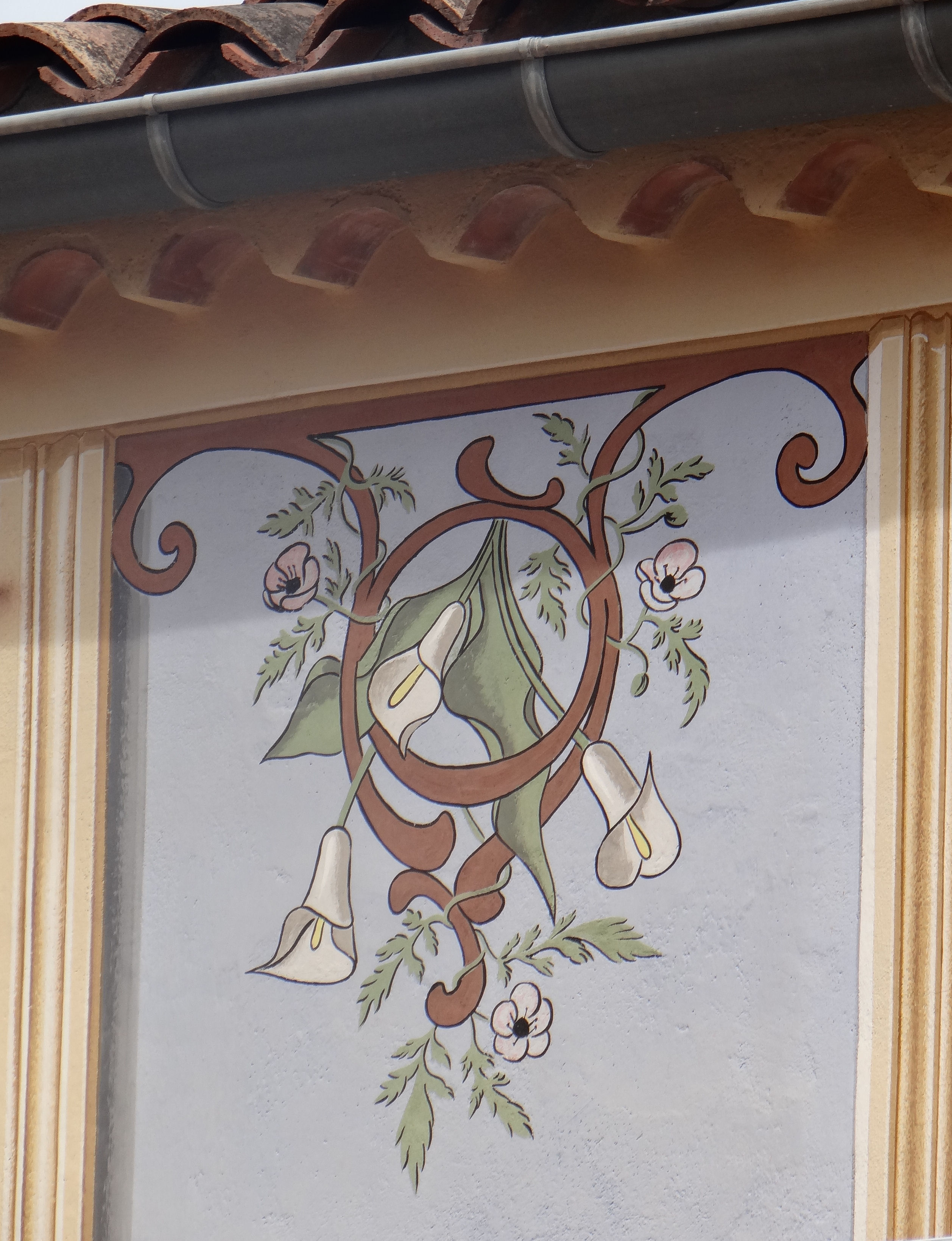
Dettaglio d'una decorazione di casa